# Minskaja (station MTsD)
Minskaja (Russisch: Минская) is een halte van lijn D4 aan de Moskou-Kievspoorweg. Het station werd gebouwd in het kader van het stadsgewestelijknet van Moskou dat sinds 15 november 2017 wordt opgebouwd. Het traject met haltes, waaronder Minskaja, tussen Kievskaja en Aprelevka werd op 12 december 2019 goedgekeurd door de commissie voor ruimtelijke ordening van Moskou. Het station ligt bij het gelijknamige metrostation waar de Moskou-Kievspoorweg de Minskaja Oelitsa kruist. Reizigers kunnen hier sinds 4 april 2022 overstappen tussen de metro en de voorstadstreinen.